# NGC 94-2
Az NGC 94-2 egy lentikuláris galaxis az Andromeda (Androméda) csillagképben. Közvetlenül mellette fekszik az NGC 94-1 lentikuláris galaxis.

## Felfedezése
Az NGC 94-2 galaxist Guillaume Bigourdan fedezte fel 1884. november 14-én.

## Tudományos adatok
A galaxis 5877 km/sec sebességgel távolodik tőlünk.